# Lars Fredrik H. Svendsen

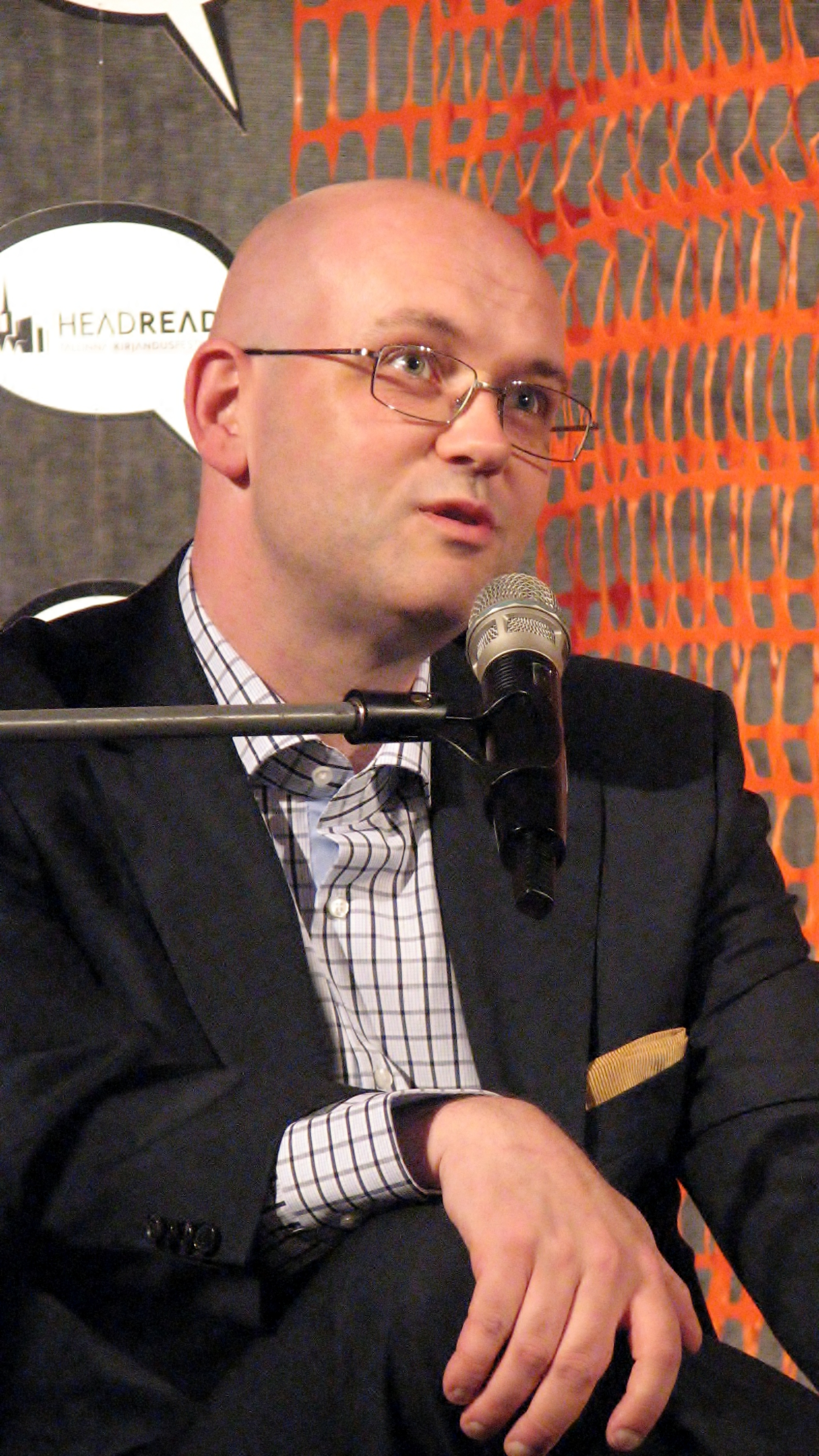
Lars Svendsen (2012).

Lars Fredrik Händler Svendsen (* 16. September 1970) ist ein norwegischer Philosoph und Professor an der Universität Bergen.

## Leben
Svendsen schloss 1994 sein Philosophiestudium mit dem Magisterexamen ab und promovierte 1999 mit der Arbeit Kant's Critical Hermeneutics. Zwischen 2001 und 2005 war er Herausgeber der Fachzeitschrift Norsk Filosofisk Tidsskrift. Kolumnen von ihm erscheinen regelmäßig in der norwegischen Tageszeitung Aftenposten.

## Werk
Seine erste Buchveröffentlichung, Kjedsomhetens filosofi (1999; Titel der deutschen Übersetzung: Kleine Philosophie der Langeweile), machte ihn international bekannt. Daneben publizierte Svendsen unter anderem Bücher über die Philosophie der Kunst (2000) und des Bösen (2001) sowie über Metaphilosophie (2003, 2004). Sein Werk ist in über 20 Sprachen übersetzt und wurde mehrfach ausgezeichnet, so 2008 mit dem Meltzerpreis für hervorragende Forschung und Forschungsvermittlung und 2022 mit dem Philosophischen Buchpreis.

## Werke (Auswahl)
- Kant's critical hermeneutics, on schematization and interpretation (= Acta humaniora. 62). Unipub, Akademika, Oslo 1999, OCLC 247414257.
- Kjedsomhetens filosofi. Universitetsforlaget, Oslo 1999, ISBN 82-00-12998-5.
  - Kleine Philosophie der Langeweile. Aus dem Norwegischen von Lothar Schneider. Insel-Verlag, Frankfurt am Main 2002, ISBN 3-458-17109-6.
- Kunst, en begrepsavvikling. Universitetsforlaget, Oslo 2000, ISBN 82-00-45430-4.
- Mennesket, moralen og genene, en kritikk av biologismen [Der Mensch, die Moral und die Gene, eine Kritik des Biologismus]. Universitetsforlaget, Oslo 2001, ISBN 82-15-00178-5.
- Ondskapens filosofi [Philosophie des Bösen]. Universitetsforlaget, Oslo 2001, ISBN 978-82-15-02137-9.
- Hva er filosofi [Was ist Philosophie]. Universitetsforlaget, Oslo 2003, ISBN 82-15-00410-5.
- Mote, et filosofisk essay [Mode, ein philosophischer Essay]. Universitetsforlaget, Oslo 2004, ISBN 82-15-00291-9.
- mit Simo Säätelä, Jason (Ill.): Det sanne, det gode og det skjønne - en innføring i filosofi [Das Wahre, Gute und Schöne - eine Einführung in die Philosophie]. Universitetsforlaget, Oslo 2004, ISBN 82-15-00579-9.
- Frykt [Furcht]. Universitetsforlaget, Oslo 2007, ISBN 978-82-15-01175-2.
- Arbeidets filosofi [Philosophie der Arbeit]. Universitetsforlaget, Oslo 2011, ISBN 978-82-15-01906-2 (Originaltitel: Work. Acumen, Stocksfield, 2008, ISBN 978-1-84465-154-2, übersetzt von Lars Holm-Hansen).
- Hrsg.: Liberalisme, politisk frihet fra John Locke til Amartya Sen (Anthologie). Universitetsforlaget, Oslo 2009, ISBN 978-82-15-01267-4.
- Frihetens filosofi [Philosophie der Freiheit]. Universitetsforlaget, Oslo 2013, ISBN 978-82-15-02134-8.
- Ensomhetens filosofi. Universitetsforlaget, Oslo 2015, ISBN 978-82-15-02535-3.
  - Philosophie der Einsamkeit. Aus dem Norwegischen von Daniela Stilzebach. Berlin University Press, Wiesbaden 2016, ISBN 978-3-7374-1326-8.
- Å forstå dyr, filosofi for hunde- og katteelskere. Kagge, Oslo 2018, ISBN 978-82-489-2138-7.
  - Tiere verstehen, Philosophie für Hunde- und Katzenfreunde. Aus dem Norwegischen von Daniela Stilzebach. Berlin University Press, Wiesbaden 2019, ISBN 978-3-7374-1332-9.
- Løgnens filosofi. Kagge, Oslo 2020, ISBN 978-82-489-2638-2.
  - Philosophie der Lüge. Aus dem Norwegischen von Daniela Stilzebach, Marix Verlag, Wiesbaden 2022, ISBN 978-3-7374-1336-7.
- Håpets filosofi. Kagge, Oslo 2023, ISBN 978-82-489-3195-9.
  - Philosophie der Hoffnung. Aus dem Norwegischen von Daniela Stilzebach. S. Marix Verlag, Wiesbaden 2024, ISBN 978-3-7374-1234-6.